# Liste von .NET-Sprachen
Die folgende Aufstellung enthält eine Liste von Programmiersprachen für das klassische .Net-Framework, Mono oder eine kompatible Laufzeitumgebung.
| Sprache                       | Implementierung                | Hersteller |
| ----------------------------- | ------------------------------ | --- |
| Ada 2005                      | A# (Ada for .NET)              | |
| APL                           | Dyalog.NET                     | Dyalog Ltd. |
| ASP                           | ASP.NET: ASM to IL             | viksoe.dk |
| AsmL                          | AsmL (Abstract State)          | Microsoft Research |
| Backlang                      | Backlang                       | Github |
| Basic                         | QuickBasic for .NET            | |
| Brainfuck                     | Brainf*ck.NET                  | |
| Beta (Programmiersprache)     | BETA.Net                       | |
| BlueDragon                    | BlueDragon                     | |
| Boo (Programmiersprache)      | Boo                            | |
| C                             | cscc                           | |
| C                             | lcc                            | |
| C#                            | C# (ECMA 334)                  | Microsoft, Mono |
| C#                            | Cω                             | Microsoft Research |
| C#                            | eXtensible C# (XC#)            | Resolvecorp |
| C#                            | Metaphor                       | Metaphor Homepage |
| C#                            | Multiprocessor C# (MC#)        | MC# Homepage |
| C#                            | Polyphonic C#                  | Microsoft Research |
| C#                            | Sing#                          | Bartok (Microsoft Research; siehe auch: Singularity)                                                                       |
| C#                            | Spec#                          | Microsoft Research |
| C++                           | Visual C++                     | Microsoft |
| Cat                           | Cat                            | Christopher Diggins |
| CIL                           | CIL                            | |
| Clarion                       | Clarion.NET                    | SoftVelocity Inc. |
| Clojure                       | ClojureCLR                     | https://clojure.org/about/clojureclr                                                                                       |
| COBOL                         | Net Express                    | Micro Focus |
| COBOL                         | NetCOBOL                       | Fujitsu |
| Eiffel (ECMA TC39-TG4)        | Eiffel.NET                     | |
| F#                            | F#                             | Microsoft |
| Forth                         | Delta Forth.NET                | |
| Fortran                       | Fortran                        | Lahey, Salford |
| GrGen                         | GrGen.NET                      | Universität Karlsruhe / IPD                                                                                                |
| Haskell                       | Haskell                        | VHS |
| Java                          | J#                             | Microsoft |
| Java                          | JANET                          | |
| Java                          | Java                           | IKVM.NET |
| Java                          | JNBridge                       | JNBridge |
| JavaScript                    | JScript .NET                   | Microsoft |
| JavaScript                    | Script.NET / S#                | Petro Protsyk |
| JavaScript                    | IronJS                         | Fredrik Holmström |
| JavaScript                    | RemObjects Script for .NET     | RemObjects |
| Lego Mindstorms               | Lego.NET                       | |
| Lisp                          | DotLisp                        | |
| Lisp                          | FOIL                           | |
| Lisp                          | L# (L Sharp.NET)               | |
| Lisp                          | RDNZL                          | |
| Lisp/Scheme                   | Scheme.NET                     | |
| leXico                        |                                | |
| LOGO                          |                                | |
| M#                            |                                | |
| Mercury                       |                                | |
| Metaphor                      |                                | |
| MIXAL                         | MixNet                         | |
| Mondrian                      |                                | |
| Oberon                        | Active Oberon for .NET         | |
| OCaml                         | F#                             | |
| Ook!                          | Ook#                           | www.bluesorcerer.net |
| Oz                            |                                | |
| Pan#                          |                                | |
| Pascal                        | Chrome                         | |
| Pascal                        | Pascal                         | TMT |
| Pascal, Modula-2, Oberon-2    | Component Pascal.NET           | |
| Pascal, Modula-2, Oberon-2    | Zonnon                         | |
| Pascal (Delphi; ANSI/ISO)     | Delphi.NET (veraltet)          | Embarcadero, vormals CodeGear                                                                                              |
| Pascal (Delphi; ANSI/ISO)     | Oxygene (Delphi Prism)         | Der Hersteller RemObjects vertreibt es als „Oxygene for .NET“. Kauft man es bei Embarcadero, heißt es „Embarcadero Prism“. |
| Perl                          | Perl.NET                       | |
| Perl                          | Perl#                          | Joshua Tauberer |
| PHP                           | PeachPie                       | GitHub |
| PHP                           | Phalanger                      | CodePlex |
| PHP                           | PHP Sharp                      | Sourceforge (Projekt wurde 2003 vor Fertigstellung eingestellt)                                                            |
| PHP                           | PHP4Mono                       | Sourceforge (Projekt wurde 2006 vor Fertigstellung eingestellt)                                                            |
| PowerShell Scripting Language | Windows PowerShell             | Microsoft |
| Prolog                        | P#                             | Homepage (www.dcs.ed.ac.uk/home/stg/Psharp)                                                                                |
| Prolog                        | Prolog.NET                     | Ali M. Hodroj (https://github.com/ahodroj/prologdotnet)                                                                    |
| Python                        | Boo                            | |
| Python                        | IronPython                     | |
| RPG                           | AVR (ASNA Visual RPG for .NET) | Amalgamated Software of North America www.asna.com/                                                                        |
| Ruby                          | IronRuby                       | |
| Ruby                          | Ruby.NET                       | |
| Ruby                          | Ruby/.NET Bridge               | |
| Ruby                          | RubyCLR                        | |
| Smalltalk                     | #Smalltalk                     | |
| Smalltalk                     | S#                             | |
| Smalltalk                     | Smalltalk and .NET             | |
| Scala                         | Scala                          | www.scala-lang.org |
| Standard ML                   | SML.NET                        | |
| Tachy                         |                                | |
| Tcl/Tk                        | TickleSharp                    | |
| Visual Basic .NET             | Visual Basic .NET              | Microsoft, Mono |
| Visual Objects/XBase          | CULE.NET                       | Software Perspectives (Rod Da Silva)                                                                                       |
| Visual Objects/XBase          | Vulcan.NET                     | GrafX Software Development                                                                                                 |
| X#                            | X#                             | XSharp BV |